# NRK

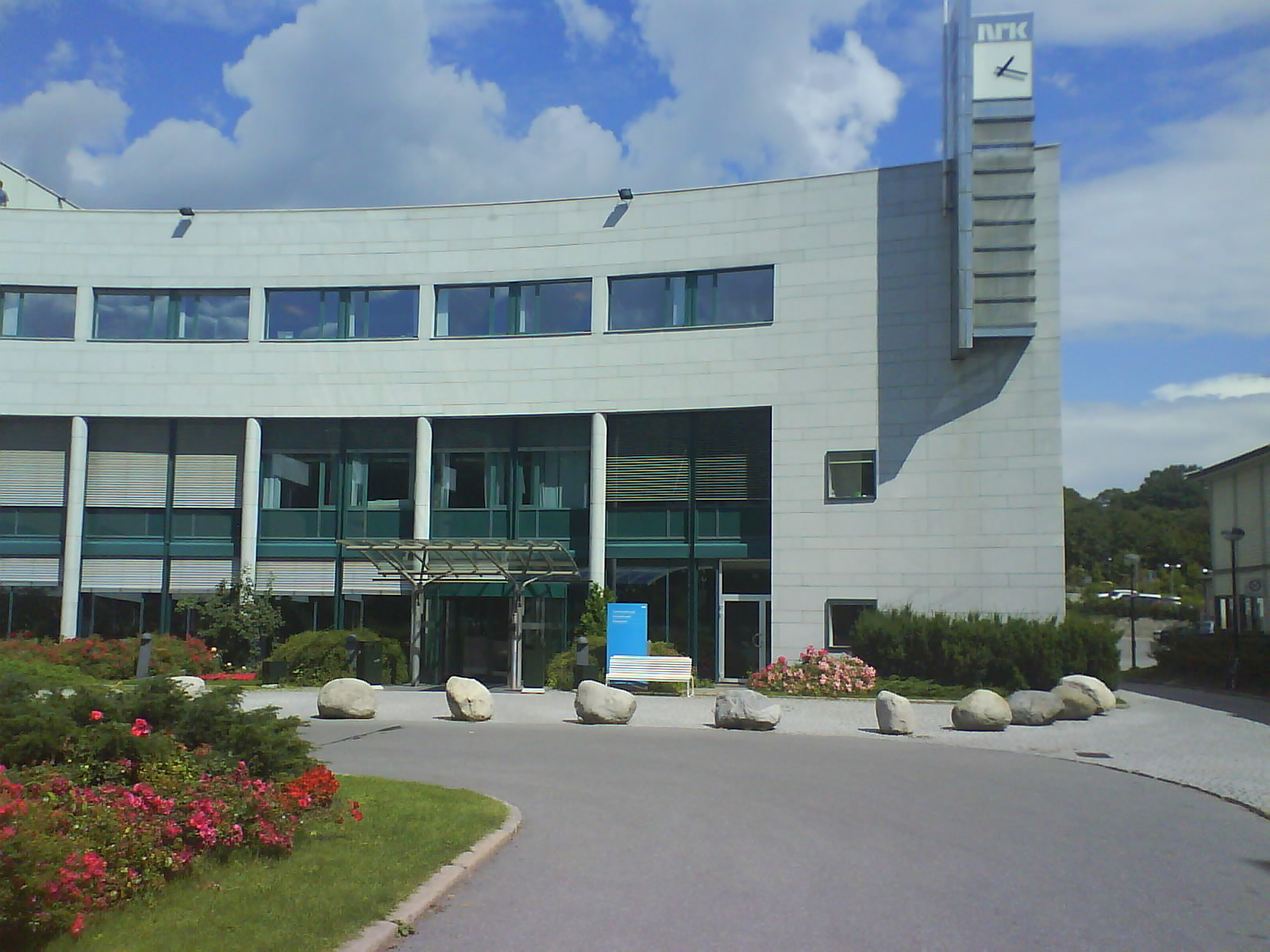
Sídlo společnosti

NRK (Norsk rikskringkasting) je rozhlasová a televizní společnost plnící funkci veřejnoprávního vysílání v Norsku. Její předchůdce, soukromá společnost Kringkastningselskapet A/S byla založena v roce 1924.
NRK provozuje 3 televizní stanice a 14 radiokanálů, tři z nich celostátně.

## Televizní stanice
- NRK1
- NRK2
- NRK3

## Rozhlas
- NRK P1
- NRK P2
- NRK P3
- NRK mP3
- NRK Klassisk
- NRK Alltid nyheter
- NRK Folkemusikk
- NRK Jazz
- NRK Stortinget
- NRK Sport
- NRK Super
- NRK Gull
- NRK Sámi Radio
- NRK P1 Oslofjord
- NRK 5.1